# Hentschel von Gutschdorf

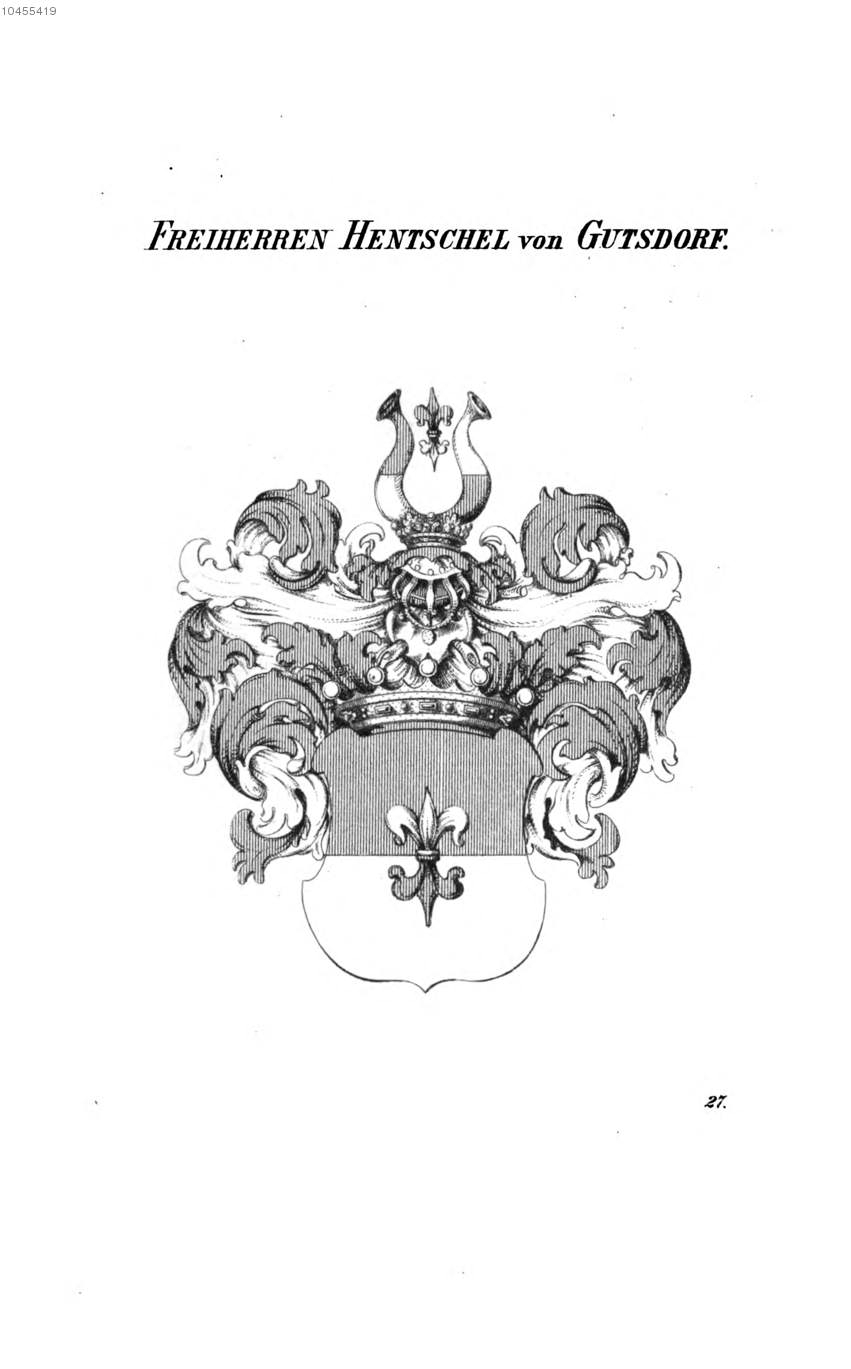
Wappen der Freiherren Hentschel von Gutsdorf nach Konrad Tyroff

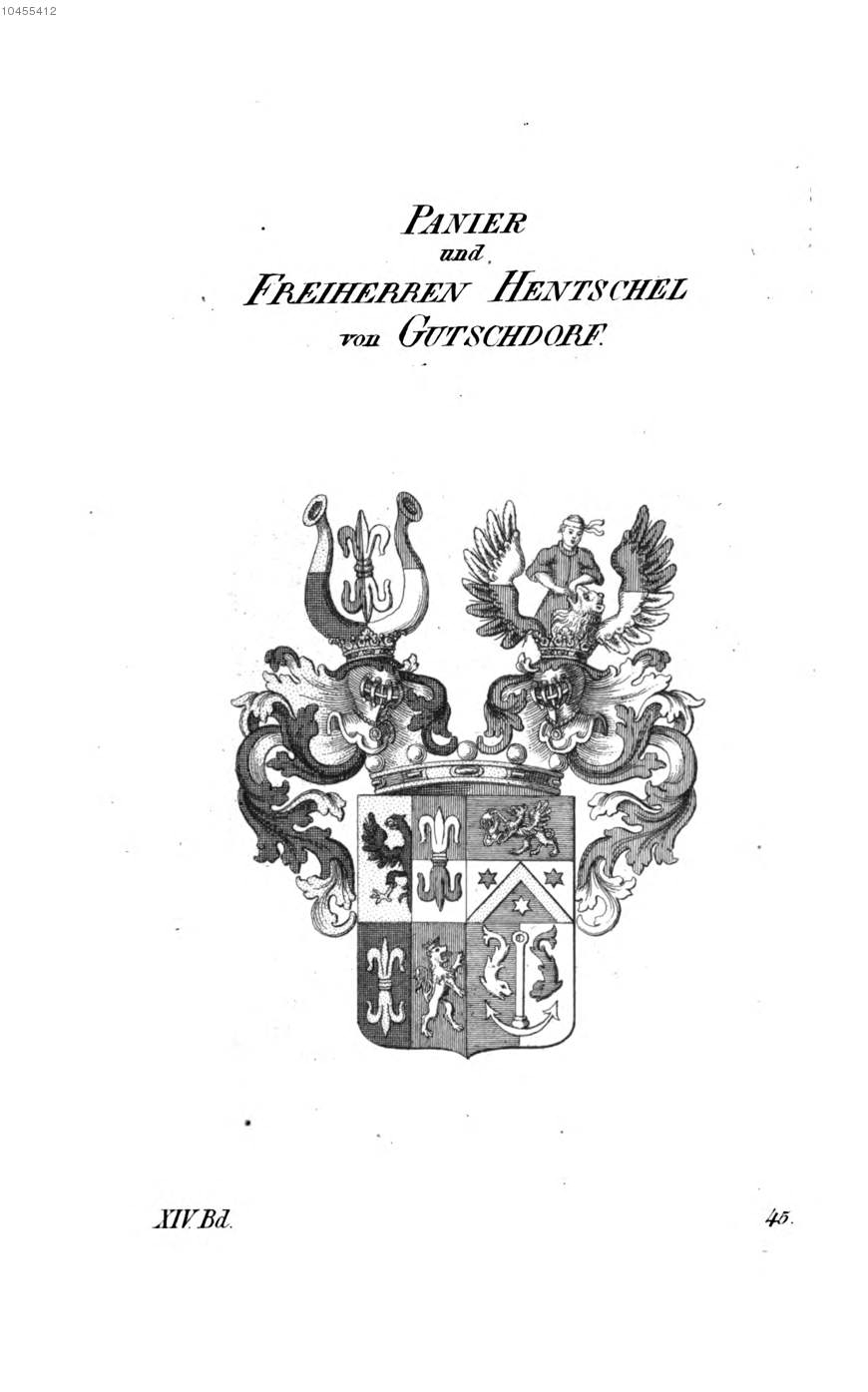
Gebessertes und Gemehrtes Wappen der Panier und Freiherren Hentschel von Gutschdorf

Hentschel von Gutschdorf, auch Panier- und Freiherren von Hentschel auf Guts(ch)dorf, ist der Name eines alten schlesischen und später auch mährischen und österreichischen Adelsgeschlechts, das in den erbländisch-österreichischen Freiherrenstand erhoben wurde. Die Familie ist zu unterscheiden von den ebenfalls in Schlesien ansässigen Hentschel von Gilgenheimb, zu denen keine Verwandtschaft bestand.

## Geschichte
Die Hentschel zählten zu eines der ältesten Geschlechtern Schlesiens und treten bereits in Urkunden von 1356 bis 1378 auf. Die gesicherte Stammreihe beginnt mit Johann Hentschel (um 1560–1584), verheiratet mit Barbara von Closen. Aus der Ehe seines Sohnes Adam Hentschel und Maria von Reichenhelm stammte der kaiserliche Hofdiener und Sekretär des Manngerichts zu Schweidnitz-Jauer Johann Hentschel auf Gutschdorf und Klein-Rosen, welcher Kaiser Ferdinand II. am 9. März 1634 in Wien den althergebrachten Adel bestätigte. Aus seiner Ehe mit Rosina Catharina Fischer von Kroschwitz stammte der Bürgermeister von Neisse Lorenz Hentschel, der wiederum Anna von Zeidlern heiratete. Des letzteren Sohn Doktor beider Rechte Johann Heinrich Hentschel heiratete Anna Maria von Hampf und hinterließ den späteren k. k. Rat, Hofmedikus Dr. med. Lorenz Ignaz Niklas von Hentschel, welcher am 4. Oktober 1749 in Wien vom Kaiser eine Adelsbestätigung und den Ritterstand, am 14. Januar 1761 die Aufnahme in das niederösterreichische-ständische Konsortium, sowie nach Erwerb der Olmützter Lehngüter Kostelez und Ziadowitz am 9. September 1766 das böhmische Inkolat erlangte. Dessen drei Söhne Leonhard Laurenz, Christian August, Lorenz Leonhard von Hentschel wurde schließlich am 1. August 1792 mit dem Prädikat "von Gutschdorf" in den erbländisch-österreichischen Freiherrenstand erhoben.

## Wappen
„Ein von Rot und Silber quergeteilter Schild, in dem eine aufrechte, von Silber und Rot quergewechselte Lilie. Auf der den Schild bedeckenden Freiherrenkrone ein offener gekrönter Helm mit rot-silberner Decke eine von Silber und Rot quer geeilte Lilie zwischen zwei von Rot und Silber quer gewechselten Rüsseln. Schildhalter rechts ein Adler, links ein Greif, beide schwarz-golden gekrönt und gewaffnet, jeder gleich dem Schilde bezeichnetes Panier mit silbernen Fransen und Duasten haltend.“

## Genealogie
1. Johann Hentschel (* 1560; † um 1584), ⚭ Barbara von Closen
  1. Adam Hentschel (* 1566 in Haynau; † 1629 in Liegnitz), Primator von Jauer, Dr. jur., ⚭ Maria Helmreich, genannt von Reichenhelm
    1. Johann Hentschel (* 1603; † 1641 in Schweidnitz), kaiserlicher Hofdiener, Sekretär des königlichen Mannrechts von Schweidnitz-Jauer, Herr auf Gutschdorf und Klein-Rosen, ⚭ Rosina Katharina Fischer von Kroschwitz
      1. Johann Friedrich Kasimir von Hentschel (* 1637; † 1698 in Breslau), fürstlicher Rat und Stiftskanzler, Landeskanzler von Breslau, Herr auf Guhlau, Girldorf, Johannesthal, Baumgarten und Jexau, ⚭ Maria Theresia von Wendlingen
        1. Johann Gottfried Joseph von Hentschel (* 1668; † 1747 in Prag), Kurmainzer und Bamberger Rat, ⚭ NN
          1. Joseph Karl Freiherr von Hentschel (* 1717)

      2. Laurenz Hentschel, Bürgermeister von Neisse, Dr. jur., ⚭ Anna von Zeidlern
        1. Ignaz von Hentschel, Bürgermeister von Schweidnitz
        2. Heinrich von Hentschel, Ratsmann in Neisse, Dr. jur., ⚭ Anna Maria von Hampf
          1. Lorenz Ignaz Niklas Edler von Hentschel († 22. Juli 1773), k. k. Rat, Hofmedikus, Dr. med., ⚭ Maria Theresia Rausch
            1. Leonhard Lorenz Freiherr von Hentschel (* 4. August 1737; † 1805), k. k. Hofsekretär und niederösterreichischer-ständischer Verordneter, ⚭ Maria Josepha von Zwenhof
              1. Lorenz Leonhard Freiherr von Hentschel († 1810), ⚭ Barbara Gruner
              2. Maria Anna Freiin von Hentschel, ⚭ 1790 Johann Sillimann

            2. Lorenz Leonhard Freiherr von Hentschel (* 11. August 1746; † 3. Mai 1811), k. k. Hauptmann des Infanterie-Regimentes Colloredo, ⚭ Anna Maria von Kaisern
              1. Christian August Freiherr von Hentschel († 28. Juli 1822), ⚭ Barbara Bartl
              2. Maria Theresia Freiin von Hentschel, ⚭ 1807 Leopold von Monsen

            3. Christian August Freiherr von Hentschel (* 20. Mai 1740 in Wien; † 19. März 1826), k. k. Geheimer Rat, Landes-Unterkämmerer in Mähren und Gubernial-Hofrat in Brünn, ⚭ 18. Januar 1785 Catharina von Hakher (* 13. November 1762, † 30. August 1824)
              1. Philipp Christian Freiherr von Hentschel (* 25. November 1785; † 5. August 1855 in Oslawan), k. k. Appellations-Rat und Landes-Unterkämmerer in Mähren, Herr der Lehen Kostelez und Ziadowiz, ⚭ 16. Oktober 1816 Henriette Freiin von Scharff (* 4. September 1792)
                1. Maria Freiin von Hentschel (* 22. Oktober 1822), ⚭ 18. Januar 1841 Johann Graf Mazzucchelli
                2. Henriette Freiin von Hentschel (* 23. Dezember 1823), ⚭ 30. Mai 1843 Gabriel Graf Serényi de Kiz-Serény.
                3. Philippine Freiin von Hentschel (* 12. August 1826), ⚭ 6. Oktober 1850 Alois Ritter von Paumgartten